# روبو بلانکو
روبو بلانکو (انگلیسی: Rubo Blanco؛ زادهٔ ۱۵ ژوئن ۱۹۹۳) بازیکن فوتبال اهل اسپانیا است.
از باشگاه‌هایی که در آن بازی کرده‌است می‌توان به باشگاه فوتبال نومانسیا اشاره کرد.